# Ben Rawlence
Ben Rawlence (* 1974) ist ein britischer Menschenrechts- und Umweltaktivist.

## Leben
Ben Rawlence studierte Geschichte an der School of Oriental and African Studies und hat einen B.A. für die ostafrikanische Sprache Swahili. An der University of Chicago erhielt er einen M.A. in Internationaler Politik. Rawlence arbeitete von 2006 bis 2013 in der Afrika-Abteilung von Human Rights Watch an verschiedenen Einsatzorten. Er veröffentlichte Untersuchungsberichte über die Menschenrechtssituation am Horn von Afrika, in Kenia, Nigeria, Uganda und Sansibar. Rawlence besuchte mehrfach das Flüchtlingslager in Dadaab und veröffentlichte über seine Interviews und Hintergrundforschungen eine Buchreportage. Er wirkte als Berater für die Partei Civic United Front in Tansania und für die Liberal Democrats im britischen Parlament. Rawlence schreibt auch für The Guardian und London Review of Books.
Rawlence lebt in Wales in den Black Mountains, wo er das Black Mountains College für Klimawandel begründet hat.

## Auszeichnungen
- 2017: Dayton Literary Peace Prize (Nonfiction Runner-up) für City of Thorns: Nine Lives in the World’s Largest Refugee Camp

## Schriften (Auswahl)
- mit Leslie Lefkow: „One hundred ways of putting pressure“. Violations of freedom of expression and association in Ethiopia. Human Rights Watch, New York NY 2010, ISBN 1-56432-610-1
- Radio Congo : signals of hope from Africa's deadliest war. London : OneWorld, 2013
- City of thorns : nine lives in the world's largest refugee camp. New York : Picador, 2016
- Stadt der Verlorenen : Leben im größten Flüchtlingslager der Welt. Übersetzung aus dem Englischen von Bettina Münch und Kathrin Razum. Zürich : Nagel & Kimche, 2016
- The treeline : the last forest and the future of life on Earth. New York : St. Martin's, 2022, ISBN 978-1-250-27023-8